# بكتيريا مائية صغيرة
بكتيريا مائية صغيرة (الاسم العلمي: Aquabacterium parvum) هي نوع من البكتيريا، سلبية الغرام، تتبع جنس البكتيريا مائية.